# Temporada 1977-78 de los Chicago Bulls
La temporada 1977-78 fue la decimosegunda de los Chicago Bulls en la NBA. La temporada regular acabaron con 40 victorias y 42 derrotas, ocupando la octava posición de la Conferencia Oeste, no logrando clasificarse para los playoffs.

## Elecciones en elDraft
| Ronda | Puesto | Jugador          | Posición  | Nacionalidad   | Universidad       |
| ----- | ------ | ---------------- | --------- | -------------- | ----------------- |
| 1     | 13     | Tate Armstrong   | Escolta   | Estados Unidos | Duke              |
| 2     | 23     | Mike Glenn       | Base      | Estados Unidos | Southern Illinois |
| 2     | 30     | Steve Sheppard   | Alero     | Estados Unidos | Maryland          |
| 2     | 35     | Mark Landsberger | Ala-Pívot | Estados Unidos | Arizona State     |
| 5     | 101    | Nate Davis       | Alero     | Estados Unidos | South Carolina    |

## Temporada regular
| División Medio Oeste | División Medio Oeste | División Medio Oeste | División Medio Oeste | División Medio Oeste | División Medio Oeste | División Medio Oeste | División Medio Oeste | División Medio Oeste |
| Equipo               | G                    | P                    | %                    | PD                   | Casa                 | Fuera                | Div                  |                      |
| -------------------- | -------------------- | -------------------- | -------------------- | -------------------- | -------------------- | -------------------- | -------------------- | -------------------- |
| y-Denver Nuggets     | 48                   | 34                   | .585                 | –                    | 33–8                 | 15–26                | 11–9                 |                      |
| x-Milwaukee Bucks    | 44                   | 38                   | .537                 | 4                    | 28–13                | 16–25                | 14–6                 |                      |
| Chicago Bulls        | 40                   | 42                   | .488                 | 8                    | 29–12                | 11–30                | 8–12                 |                      |
| Detroit Pistons      | 38                   | 44                   | .463                 | 10                   | 24–17                | 14–27                | 8–12                 |                      |
| Indiana Pacers       | 31                   | 51                   | .378                 | 17                   | 21–20                | 10–31                | 8–12                 |                      |
| Kansas City Kings    | 31                   | 51                   | .378                 | 17                   | 22–19                | 9–32                 | 11–9                 |                      |

## Estadísticas
| Rk | Jugador           | Edad | P  | PT | MP   | TC  | TCI  | %TC  | TL  | TLI | %TL  | RO  | RD  | RT   | AS  | RB  | TAP | BP  | FP  | PTS  |
| -- | ----------------- | ---- | -- | -- | ---- | --- | ---- | ---- | --- | --- | ---- | --- | --- | ---- | --- | --- | --- | --- | --- | ---- |
| 1  | Artis Gilmore     | 28   | 82 |    | 37.4 | 8.6 | 15.4 | .559 | 5.7 | 8.2 | .704 | 3.9 | 9.2 | 13.1 | 3.2 | 0.5 | 2.2 | 4.5 | 3.2 | 22.9 |
| 2  | Mickey Johnson    | 25   | 81 |    | 35.4 | 6.9 | 15.0 | .462 | 4.5 | 5.5 | .812 | 2.7 | 6.4 | 9.1  | 3.3 | 1.1 | 0.8 | 3.3 | 3.9 | 18.3 |
| 3  | Wilbur Holland    | 26   | 82 |    | 35.2 | 6.9 | 15.7 | .443 | 2.7 | 3.4 | .799 | 1.3 | 2.3 | 3.6  | 3.8 | 2.0 | 0.2 | 2.7 | 3.1 | 16.6 |
| 4  | Scott May         | 23   | 55 |    | 32.8 | 5.1 | 11.2 | .454 | 3.2 | 3.9 | .810 | 2.1 | 3.9 | 6.0  | 2.1 | 0.9 | 0.1 | 2.3 | 3.1 | 13.4 |
| 5  | Norm Van Lier     | 30   | 78 |    | 32.4 | 2.6 | 6.1  | .419 | 2.2 | 2.9 | .751 | 1.1 | 2.5 | 3.6  | 6.8 | 1.8 | 0.1 | 2.6 | 3.6 | 7.3  |
| 6  | Cazzie Russell    | 33   | 36 |    | 21.9 | 3.7 | 8.4  | .438 | 1.4 | 1.6 | .860 | 0.9 | 1.4 | 2.3  | 1.7 | 0.5 | 0.1 | 1.0 | 1.8 | 8.8  |
| 7  | John Mengelt      | 28   | 81 |    | 21.8 | 4.0 | 8.3  | .481 | 2.3 | 2.9 | .773 | 0.5 | 1.1 | 1.6  | 2.9 | 0.6 | 0.0 | 1.5 | 2.1 | 10.3 |
| 8  | Mark Landsberger  | 22   | 62 |    | 14.9 | 2.0 | 4.0  | .506 | 1.5 | 2.5 | .580 | 1.8 | 3.1 | 4.9  | 0.7 | 0.3 | 0.1 | 1.1 | 1.3 | 5.6  |
| 9  | Nick Weatherspoon | 27   | 41 |    | 14.9 | 2.1 | 4.7  | .443 | 0.9 | 1.0 | .881 | 1.4 | 1.7 | 3.0  | 0.8 | 0.5 | 0.2 | 1.2 | 1.8 | 5.1  |
| 10 | Cliff Pondexter   | 23   | 44 |    | 12.1 | 0.8 | 1.9  | .435 | 0.3 | 0.5 | .700 | 0.8 | 2.1 | 3.0  | 2.0 | 0.4 | 0.3 | 0.7 | 1.5 | 2.0  |
| 11 | Steve Sheppard    | 23   | 64 |    | 10.9 | 1.9 | 4.1  | .454 | 0.6 | 0.9 | .661 | 1.0 | 1.0 | 2.0  | 0.7 | 0.2 | 0.0 | 0.7 | 1.1 | 4.3  |
| 12 | Tate Armstrong    | 22   | 66 |    | 10.8 | 2.0 | 4.2  | .468 | 0.3 | 0.4 | .815 | 0.4 | 0.7 | 1.0  | 1.1 | 0.3 | 0.0 | 0.9 | 0.6 | 4.3  |
| 13 | Tom Boerwinkle    | 32   | 22 |    | 10.3 | 1.0 | 2.3  | .460 | 0.5 | 0.6 | .769 | 0.6 | 2.0 | 2.7  | 2.0 | 0.1 | 0.2 | 1.2 | 1.6 | 2.5  |
| 14 | Derrek Dickey     | 26   | 25 |    | 8.8  | 1.1 | 2.7  | .397 | 0.6 | 0.8 | .737 | 0.6 | 1.3 | 1.9  | 0.4 | 0.2 | 0.1 | 0.9 | 1.1 | 2.7  |
| 15 | Jim Ard           | 29   | 14 |    | 8.3  | 0.6 | 1.1  | .500 | 0.1 | 0.2 | .667 | 0.6 | 1.7 | 2.3  | 0.5 | 0.0 | 0.0 | 1.0 | 1.3 | 1.3  |
| 16 | Glenn Hansen      | 25   | 2  |    | 2.0  | 0.0 | 1.0  | .000 | 0.0 | 0.0 |      | 0.0 | 0.0 | 0.0  | 0.0 | 0.0 | 0.0 | 0.5 | 0.0 | 0.0  |

## Galardones y récords
| Jugador       | Galardón                                        |
| Artis Gilmore | 2.º Mejor quinteto defensivo de la NBA All-Star |
| Norm Van Lier | 2.º Mejor quinteto defensivo de la NBA          |